# Michał Lasocki (zm. 1472)
Michał Lasocki herbu Dołęga (zm. 1472) – polski rycerz, sygnatariusz konfederacji Spytka z Melsztyna. Starosta łęczycki w latach 1445–1447 i 1452–1472, podkomorzy dobrzyński w latach 1450–1454.

## Życiorys
Najprawdopodobniej był synem Jana Lasockiego, podkomorzego dobrzyńskiego.
Po raz pierwszy w źródłach pojawia się w 1432 roku, kiedy to został oskarżony o „targanie za włosy” żupnika krakowskiego Mikołaja Serafina. W latach 30. XV wieku dołączył do stronnictwa Spytka z Melsztyna, a 3 maja 1439 roku został jednym z sygnatariuszy konfederacji zawiązanej w Nowym Mieście Korczynie. W przeddzień bitwy pod Grotnikami został napadnięty i ograbiony przez Spytka, niedługo przed bitwą odłączył się od konfederacji.
Po 1439 roku związał się ze stronnictwem królowej Zofii Holszańskiej. Brał udział w wyprawach króla Władysława III na Węgry i przeciwko Turkom, brał także udział w bitwie pod Warną, następnie powrócił do Polski.
W 1445 roku objął starostwo łęczyckie, którym zarządzał do 1447 roku. Starostą łęczyckim był ponownie w latach 1452–1472. Na przełomie 1447 i 1448 roku odebrano mu starostwo w związku z prowadzoną przeciw niemu sprawą o zabójstwo. Więziony był w Krakowie. W latach 1450–1454 pełnił urząd podkomorzego dobrzyńskiego, a w latach 1454–1472 podkomorzego łęczyckiego. W 1462 roku został właścicielem Brzezin.
W latach 1462–1472 roku pełnił urząd marszałka nadwornego, a w 1467 roku miał także pełnić funkcję podskarbiego, przypisanie mu tej funkcji wynikało jednak najprawdopodobniej z błędu w tłumaczeniu dokumentu. Był jednym z gwarantów pokoju toruńskiego z 1466 roku.
W 1445 roku zawarł małżeństwo z Dorotą Spytkówną (córką Spytka z Melsztyna). Miał trzech synów: Jana, Stanisława i Jakuba oraz trzy córki: Dorotę, Beatę i Katarzynę. Zmarł w 1472 roku.